# Ariwara no Muneyana
Ariwara no Muneyana (在原棟梁, può essere letto anche Ariwara no Munehari; IX secolo – 898) è stato un poeta giapponese waka del primo periodo Heian.
È considerato uno dei poeti che fanno parte dell'elenco antologico del Chūko Sanjūrokkasen.
Suo padre era il poeta Ariwara no Narihira, figlio dell'imperatore Heizei, era fratello di Ariwara no Shigeharu ed ebbe come figlio il poeta Ariwara no Motokata anch'egli inserito tra i chūko sanjūrokkasen.
Nell'885 fu promosso a jugoi, fu anche membro del Gagakuryō e ufficiale della provincia di Aki, nell'898 fu nominato governatore della provincia di Chikuzen, sarebbe morto poco dopo.
Partecipò a un concorso di waka nell'892. Alcune delle sue poesie furono incluse nelle varie antologie imperiali: quattro nel Kokinwakashū , due nel Gosen Wakashū e una nello Shokugoshūi Wakashū.